# Combat d'Axams
Rébellion du Tyrol
Batailles
- Axams
- Sterzing
- Innsbrück
- Kufstein
- Volano
- Lofer
- Waidring
- Wörgl
- Strass im Zillertal
- 1re Bergisel
- 2e Bergisel
- Franzensfeste
- Pontlatzer Brücke
- 3e Bergisel
- Unken
- Lueg
- Hallein
- Melleck
- 4e Bergisel
- Pustertal
- Meran
- Sankt Leonhard in Passeier

Le combat d'Axams se déroule le 10 avril 1809, lors de la rébellion tyrolienne de 1809.

## Déroulement
En mars 1809 la petite ville d'Axams se révolte contre la conscription bavaroise, dans un premier temps les insurgés parviennent à faire reculer les soldats sans effusion de sang. Mais le 10 avril 1809, le commissaire Lodron, informé de l'arrivée en renfort d'une colonne, ordonne l'envoi d'un peloton de soldats à Axams afin de réprimer la révolte. Les Bavarois exigent l'arrestation des meneurs et soumettent la ville à l'amende. Mais les habitants, informés de l'entrée imminente des troupes autrichiennes dans le Tyrol, prennent les armes et menés par l'aubergiste Georg Bucher mettent les soldats en fuite.
Il s'agit du premier affrontement sanglant de la rébellion du Tyrol, 19 soldats bavarois sont blessés et 28 sont faits prisonniers.